# Зимовец, Владимир Григорьевич
Владимир Григорьевич Зимовец  (7 февраля 1939, село Писклове, Октябрьский район, Челябинская область), — советский и российский промышленный деятель, представитель плеяды «красных директоров», в 1981—1995 годах возглавлял Волжский трубный завод, «Заслуженный металлург Российской Федерации», кандидат технических наук, предприниматель, владелец и создатель винодельни «Зимовец».

## Биография
Родился на Южном Урале в семье крестьян, раскулаченных в начале коллективизации.
В июне 1947 года семья переехала в село Картак Каракульского района. С ранних лет начал самостоятельную жизнь, зарабатывал на пропитание печником и разнорабочим.
В 1953 году окончил семилетнюю школу. Поступил в Троицкий техникум механизации и электрификации сельского хозяйства.
В 1957 году — мастер технического училища (Троицк). Служил на Краснознамённом Тихоокеанском флоте в качестве водолаза разведывательного подразделения.
В 1960 году устроился трубонарезчиком, оцинковщиком Челябинского трубопрокатного завода. Поступил на заочное отделение Магнитогорского горно-металлургического института им. г. И. Носова.
В 1965 году вступил в члены КПСС. Стал мастером отделения химической обработки труб и заготовок цеха No 5 холодной прокатки труб.
В 1969 году назначен начальником трубопрокатного цеха № 5.
В 1976 году временно, в течение трёх месяцев: заместитель директора ЧТПЗ по материально-техническому снабжению.
В 1977 году, 17 декабря — присутствует при первом полёте Ми-26. Награжден медалью М. Л. Миля за изготовление цельнометаллического лонжерона лопастей вертолёта.
В 1978 году защитил диссертацию на соискание учёной степени кандидата технических наук по проблемам технологии изготовления лонжеронов для лопастей вертолетов.
В 1980 году назначен заместителем директора ЧТПЗ по капитальному строительству.
С 1981, октябрь — 1995, октябрь — директор Волжского трубного завода.
В 1984 году слушатель Академии народного хозяйства при Совете министров СССР.
1986, февраль — март — делегат XXVII съезда КПСС
В 1996 году представитель-консультант ЗАО «Трубный завод „Профиль-Акрас“».
В 2006 году основал крестьянское (фермерское) хозяйство.
В 2012, 2018 годах — доверенное лицо В. В. Путина на выборах президента РФ.
С 2020 года совладелец «НВТЗ»
C 2021 соучредитель ООО «Волжскремфлот».

## Винодельня Зимовец

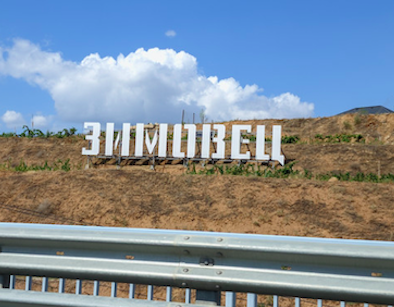
Ферма Зимовец

В 2008 году были высажены первые саженцы винограда. Первый урожай был собран в 2012 году — 3 тонны винограда.
В 2017 году хозяйство получило лицензию на производство и продажу винодельческой продукции из собственного винограда, прошло декларирование оборудования и выпускаемой продукции, что дало возможность официально вывести продукцию на алкогольный рынок. На сегодняшний день виноградные насаждения хозяйства Зимовец занимают 10 га земли, где высажено более 25 тысяч кустов технического винограда.
На винодельне проходят открытые экскурсии с дегустацией.

## Семья
Сын — Максим Владимирович Зимовец, окончил экономический факультет Волгоградского государственного университета, был советником инвестиционной компании Morgan Stanley, окончил MBA в Калифорнийском университете в Беркли, стал одним из главных инициаторов и организаторов создания производственного объединения «НВТЗ».

## Награды и звания
- Орден Трудового Красного Знамени (1974 год) — за успешное освоение станков холодной прокатки труб
- Медаль М. Л. Миля (1977 год) — за изготовление цельнометаллического лонжерона лопастей вертолёта Ми-26
- Орден Трудового Красного Знамени (1984 год) — за освоение нового оборудования ВТЗ
- Заслуженный металлург Российской Федерации (1995 год) — почетное звание
- Почетный гражданин города Волжского (2011 год).[6]
- Золотая медаль Европейской научно-промышленной палаты (2012 год) — за высококачественную профессиональную деятельность
- премия «Экономическая книга года» (2023 год) — общественная премию от Вольного экономического общества России за свой сборник «Красные» директора", в котором рассказал о людях, внесший неоценимый вклад в экономическое развитие страны.[7]
- Орден Дружбы (6 ноября 2024 год) — Указ № 953 Президента России Владимира Путина за достигнутые трудовые успехи и многолетнюю добросовестную работу.[8]

## Труды
Книга «Соло на трубе». Воспоминания директора трубного завода и его сослуживцев о становлении, развитии завода с послевоенных лет до настоящего времени (2009 г.).
Книга «Красные Директора», Владимир Зимовец, Москва: Молодая гвардия 2023 год, серия библиографий ЖЛЗ.